# Бражкин, Иван Авдеевич
Иван Авдеевич Бражкин (род. 25 июля 1985, Ростов-на-Дону) — российский художник.

## Биография
Родился 25 июля 1985 года в Ростове-на-Дону. В выставочных проектах участвует с 2002 года. С 2002 по 2004 год принимал участие в отдельных акциях группы Радек (Москва).
Первая, совместная с отцом, художественная работа Ивана Бражкина состоялась в цюрихском «Кабаре Вольтер».
Живёт и работает в Москве и Праге.

## Персональные выставки
- 2012 — «Центр протестных инициатив». В рамках кураторского проекта Арсения Жиляева «Красная новь». ЦТИ ПRОЕКТ_FАБRИКА, Москва[2].
- 2011 — «OLD SCHOOL» (совм. с Давидом Тер-Оганьяном). Галерея «Черемушки», Москва[3].
- 2008 — «Наложения» (совм. с Анастасией Потемкиной). Галерея «Рефлекс», Культурный Центр АРТСТРЕЛКА, Москва[4].
- 2006 — «Складки материи, или Грани разумного», Галерея «Рефлекс», Культурный Центр АРТСТРЕЛКА, Москва[4].
- 2006 — «Тексты», Галерея «Витрина», Культурный Центр АРТСТРЕЛКА, Москва[4].
- 2005 — «Землячество», Галерея «Франция», Москва[4].
- 2005 — «Солдатик», Галерея «Витринка», Культурный Центр АРТСТРЕЛКА, Москва[4].
- 2002 — «CD-Party» (совм. с Авдеем Тер-Оганьяном, Давидом Тер-Оганьяном), Кабаре «Вольтер», Цюрих[4].

## Избранные групповые выставки
- 2012 — «Шоссе Энтузиастов». Дворец Каза деи Тре Очи, Венеция[5].
- 2012 — «Тишина — это смерть». «Artplay», Москва[6].
- 2012 — «Angry Birds». Музей современного искусства, Варшава[7].
- 2012 — «Президиум ложных калькуляций». Музей предпринимателей, меценатов и благотворителей, Москва[8][9][10].
- 2011 — «Свобода выбора», Пrоект_Fабrика, Москва[11].
- 2011 — «Вкл. Выкл.», «Артхаус», Москва[12].
- 2011 — «Медиа Удар», «Artplay», Москва[13].
- 2011 — «Нужное искусство». Парк Горького, Москва[14][15].
- 2011 — «Учебная тревога». Knoll Galerie, Viennafair, Вена[16].
- 2010 — «Проверка на прочность». XL-галерея, в рамках биеннале «Стой! Кто идёт?», «Винзавод», Москва[17].
- 2010 — «Концептуализм: здесь и там». Южно-российская биеннале современного искусства. МСИИД, Ростов-на-Дону[18][19].
- 2009 — «Русский леттризм». ЦДХ, Москва.[источник не указан 1867 дней]
- 2007 — «14 групповых фотографий». Галерея «Reflex», АртСтрелка, Москва[20].
- 2006 — «8=8». L-галерея, Москва[21][22].
- 2005 — «Портрет лица». ЦСИ М’Арс, Москва.[источник не указан 1867 дней]

## Цитаты
- «… я сомневаюсь, что Бражкин — это и есть „активистское искусство“. В его работах очевидна дистанция, несовпадение между протестующим и художником, он внимательно смотрит на митинг из некоего политически необитаемого места, и работы его вряд ли могли бы иметь прямое активистское применение. Протестующий мегафон в галерее „Жир“ выглядит так же, как писсуар Дюшана в Центре Помпиду. Его не хочется использовать по назначению»[1] — Алексей Цветков-мл, 2011.

## Семья
- Бражкина, Анна Владимировна (1959) — мать, филолог и переводчик.
- Тер-Оганьян, Авдей Степанович (1961) — отец, художник.
- Тер-Оганьян, Давид Авдеевич (1981) — брат, художник.